# 秋分之日
秋分之日（日语：／ Shūbun no Hi）是日本公眾假期之一，係根據昭和23年（1948年）所制定公布及施行的第178號法律《國民祝日相關法律》第178號，以天文觀測來選出一年秋分之時的日子。通例是從9月22日至9月23日間。